# L'Orphelin de Paris
Pour plus de détails, voir Fiche technique et Distribution.
L'Orphelin de Paris est un film muet français réalisé par Louis Feuillade et sorti en 1924.
Le film comporte six épisodes :
1. Un détective de quinze ans
2. Un secret de famille
3. Sur la piste
4. L'Homme de la montagne
5. Bas le masque
6. L'Abîme

## Fiche technique
- Réalisation : Louis Feuillade
- Scénario : Louis Feuillade
- Décors : Robert-Jules Garnier
- Photographie : Maurice Champreux, Léon Morizet
- Société de production : Société des Établissements L. Gaumont
- Format : Muet - Noir et blanc - 1,33:1 - 35 mm
- Pays de production :  France
- Genre : Serial
- Date de sortie :
  - France : 4 avril 1924

## Distribution
- René Poyen - Le détective Félix Perrin
- Fernand Herrmann - Le détective Claudin
- Alice Tissot - Mlle Palmyre
- Bouboule - Josette
- Henri-Amédée Charpentier - L'oncle Constant
- Émile André - M. Decoudray
- Madeleine Groussé - Suzette
- Lucien Desplanques
- Nina Orlova